# Combeforce
La Combeforce o Combe Force va ser una columna volant ad hoc de l'exèrcit britànic durant la Segona Guerra Mundial, comandada pel tinent coronel John Combe. Comprènia parts de la 7a Divisió Cuirassada (Major General Sir Michael O'Moore Creagh) de la Força del Desert Occidental. El ràpid avanç britànic durant l'Operació Compass (9 de desembre de 1940 - 9 de febrer de 1941) va obligar el 10è Exèrcit italià (10ª Armata) a evacuar Cirenaica, la província oriental de Líbia. A finals de gener, els britànics van saber que els italians s'estaven retirant de Bengasi, al llarg de la carretera de la costa (la Via Balbia). La 7a Divisió Cuirassada va ser enviada per interceptar les restes del 10è Exèrcit movent-se pel desert, al sud del Jàbal al-Akhdar (‘la Muntanya Verda’) via Msus i Antelat, mentre la 6a Divisió australiana perseguia els italians al llarg de la carretera de la costa, al nord del jàbal.
El terreny era difícil per als tancs britànics i la Combeforce, amb els vehicles de rodes de la 7a Divisió Blindada, es va enviar per endavant a través de la vora del jàbal. A finals del 5 de febrer, Combeforce va arribar a la Via Balbia al sud de Bengasi i va establir bloquejos a prop de Beda Fomm. Els principals elements del 10è Exèrcit van arribar trenta minuts més tard i es van topar amb l'emboscada britànica. L'endemà, els italians van atacar per trencar el bloqueig i van continuar atacant el 7 de febrer. Amb l'arribada de reforços britànics i els australians pressionant la carretera des de Bengasi, el 10è Exèrcit es va rendir més tard aquell dia. De Bengasi a Agedabia, els britànics van fer 25.000 presoners, van capturar 107 tancs i 93 canons. Després d'haver aconseguit els seus objectius, la Combeforce es va dissoldre.

## Antecedents

### Operació Compass
A principis de desembre de 1940, la Força del Desert Occidental va iniciar l'Operació Compass, una incursió contra el 10è Exèrcit italià (general Giuseppe Tellera), que havia dut a terme la invasió italiana d'Egipte el setembre de 1940. Els italians havien avançat fins a Sidi Barrani i havien establert posicions defensives en una línia de campaments fortificats, que van ser envaïts durant l'atac. Sidi Barrani va ser capturat i l'abast de Compass es va ampliar per explotar la victòria i les guarnicions italianes a Bardia i després a Tobruk van ser aïllades i capturades. El 10è Exèrcit va intentar establir una línia defensiva a Derna a l'est de les muntanyes del Jàbal al-Akhdar, amb el XX Cos (XX Corpo D'Armata di Manovra) (Tient-General Annibale Bergonzoli), que comprenia la 60a Divisió d'Infanteria "Sabratha" i el Grup Babini., una brigada blindada improvisada, que havia perdut alguns dels seus tancs a Tobruk. El Grup Babini, tenia tots els tancs mitjans Fiat M13/40 a Líbia i mantenia l'extrem sud-oest del front defensiu prop de Mechili, la cruïlla de diverses rutes de caravanes, per bloquejar un altre moviment de flanqueig britànic.

### Derna-Mechili
El 22 de gener, els britànics van avançar cap a Derna, amb la 19a brigada australiana de la 6a divisió australiana i van enviar una altra brigada australiana per reforçar la 4a brigada blindada de la 7a divisió blindada al sud del Jàbal al-Akhdar, per a un avanç cap Mechili. El 23 de gener, Tellera va ordenar un contraatac contra els britànics quan s'acostaven a Mechili, per evitar un flanqueig del XX Corpo D'Armata di Manovra des del sud. La comunicació dins del Grup Babini era lenta perquè només els tancs dels comandants superiors tenien ràdio; la resta de tripulacions depenien dels senyals de bandera limitats a "aturar", "endavant", "enrere", "dreta", "esquerra", "alentir" i "accelerar". L'endemà, el Grup Babini amb 10 M13/40 va atacar els 7è hússars de la 4a Brigada Blindada, que es dirigia cap a l'oest per tallar la pista Derna-Mechili al nord de Mechili. Els italians van perdre set M13 a les 11:30 a.m., per la pèrdua d'un tanc mig britànic i sis tancs lleugers.
La 4a Brigada Blindada va rebre l'ordre d'encerclar Mechili i tallar les sortides oest i nord-oest, mentre que la 7a Brigada Blindada va tallar la carretera de Mechili a Slonta però va trobar que el Grup Babini ja s'havia retirat als turons. El 26 de gener, Graziani va ordenar a Tellera que continués la defensa de Derna i que utilitzés el Grup Babini per aturar un avanç cap a l'oest des de Mechili-Derna. Durant el 27 de gener, una columna de Bren Gun Carriers del 6è Regiment de cavalleria australià va ser enviada al sud des dels voltants de Derna per reconèixer la zona on s'havien informat de tancs italians. Els australians van ser emboscats per part del Grup Babini amb canons antitanc i metralladores ocults. L'11è hússars va trobar un buit a Chaulan al sud de Wadi Derna i els italians es van retirar la nit del 28 al 29 de gener. La rereguarda del Grup Babini va fer fer voladures a les carreteres, van plantar mines i trampes explosives i van aconseguir realitzar diverses emboscades hàbils, que van frenar la persecució australiana.

### Persecució des de Mechili
A la matinada del 4 de febrer, l'11è hússars va sortir de Mechili, per una ruta cap a Beda Fomm, que no havia estat reconeguda per les forces terrestres per evitar alertar els italians. Els vehicles estaven carregats al màxim amb subministraments de combustible i municions, la ració d'aigua potable es va reduir a aproximadament un got al dia i les parades per menjar i descans es van reduir a la meitat. El reconeixement aeri a baix vol havia informat que el camí era difícil i durant els primers 80 km la ruta va ser la pitjor que s'havia trobat fins ara. El viatge va començar amb vents forts i un fred intens i quan la cua de la columna va començar a moure's, els vents havien augmentat a la força del vendaval. La capçalera de la columna va entrar en un núvol de sorra transportada pel vent que va reduir la visibilitat a zero, mentre que a la cua, els conductors i els comandants de vehicles dempeus llegint brúixoles, van ser impactats per la pluja gelada. A les 3:00 p.m. els cotxes blindats havien arribat a Msus, a 151 km de distància, d'on la guarnició italiana va marxar precipitadament i alguns cotxes van seguir uns altres 48 km fins a Antelat.

## Combeforce
A la matinada del 5 de febrer, els vehicles d'exploració i la resta de la 7a Divisió Blindada havien arribat a Msus. Creagh havia estat informat per reconeixement aeri que el 10è Exèrcit es retirava i Richard O'Connor va ordenar que l'avanç continués per tallar la retirada italiana. Creagh va decidir enviar els vehicles de rodes per davant, bloquejar la Via Balbia entre Bengasi i Agedabia el més ràpidament possible i seguir cap al sud-oest amb els vehicles d'eruga, en lloc de cap a l'oest fins a Soluch. La Combeforce (tinent coronel John Combe) estava formada per un esquadró de vehicles blindats de l'11è Hússars, l'esquadró B del 1r de Dragons de la Guàrdia del Rei, la bateria C de la Royal Horse Artillery (RHA), nou canons antitanc Bofors de 37 mm portée (portats a la part posterior d'un camió, capaços de ser disparats sense descarregar-los) del 106è (Lancashire Hussars) Regiment Antitanc (RHA) i el 2n Batalló de la Brigada de Fusellers amb un total d'uns 2.000 homes.

### La cursa cap a Beda Fomm
La Combeforce va arribar a Antelat durant el matí i a les 12.30 h. tenia observadors amb vistes a la Via Balbia a l'oest de Beda Fomm i Sidi Saleh, a uns 48 km (30 milles) al sud-oest d'Antelat i 32 km (20 milles) al nord d'Agedabia, amb la resta de la Combeforce seguint cap a la Via Balbia. Un comboi italià va arribar uns trenta minuts més tard i va aturar-se al fer esclatar les mines; la columna va ser atacada per l'artilleria britànica, els canons antitanc i els cotxes blindats, la qual cosa va provocar la confusió del comboi. Alguns membres del 10è Bersaglieri van intentar avançar per la carretera i altres van buscar buits en l'emboscada a banda i banda de la carretera per trencar el bloqueig.

## La Batalla de Beda Fomm
La Combeforce va mantenir el bloqueig de la Via Balvia, mentre resistia els atacs dels Bersaglieris, que no tenien suport de l'artilleria que estava molt enrere de la columna del 10è exèrcit en retirada. L'arribada de la 4ª Brigada Blindad va permetre d'alleugerir la pressió que rebia el bloqueig .
El 6 de febrer, la Combeforce s'havia enfrontat a atacs ben organitzats amb artilleria i suport de tancs, que havien estat rebutjats per la bateria C RHA i els canons antitanc Bofors del 106è RHA. La infanteria italiana havia utilitzat tancs destrossats com a cobertura per al seu avanç, mentre que molts més van perdre l'esperança i es van rendir. Als italians només els quedaven una trentena de tancs i planejaven obrir-se pas a través de Combeforce a l'alba, abans que els britànics poguessin atacar els flancs i la part posterior de la columna.
L'atac del dia 7 va comptar amb el suport d'artilleria, tan bon punt va ser prou clar per veure el moviment dels canons antitanc portée de la 106a RHA. La infanteria de la 2a Brigada de Fusellers es va mantenir a cobert mentre van ser sobrepassats pels tancs italians, que es van concentrar en els canons antitanc de la RHA. La bateria C 4th RHA va disparar contra les posicions de la Brigada de Fusellers mentre passaven els tancs i la infanteria va reprendre el foc contra la infanteria italiana seguint els tancs, per fixar-los. Els M13 van eliminar tots els canons antitanc menys un i van continuar entrant a l'àrea de la companyia de reserva, però el comandant de la bateria, el seu ajudant de camp i el cuiner van portar l'últim canó a un flanc. La tripulació improvisada va començar a disparar mentre els darrers M13 conduïen cap a la tenda-menjador dels oficials col·locada el dia anterior i va fer destruir el darrer tanc 18 m de la tenda. A la carretera, els italians podien sentir els motors dels tancs britànics als flancs i des de la part posterior i més al nord, la 4a Brigada Blindada va envoltar un altre grup, moment en què els italians es van rendir.